# SP-306
A SP-306 é uma rodovia radial do estado de São Paulo, administrada pelo Departamento de Estradas de Rodagem do Estado de São Paulo (DER-SP).

## Denominações
Recebe as seguintes denominações em seu trajeto:
Nome:	Américo Emilio Romi, Comendador, Rodovia
- De - até:	SP-308 (Capivari) - Santa Bárbara d'Oeste
- Legislação:	LEI 4.884 DE 05/12/85

Nome:	Luis Ometto, Rodovia
- De - até:	Santa Bárbara d'Oeste - Iracemápolis
- Legislação:	LEI 7.040 DE 22/04/91

## Descrição
Principais pontos de passagem: SP 308 - Santa Bárbara d'Oeste - SP 151 (Iracemápolis)

## Características

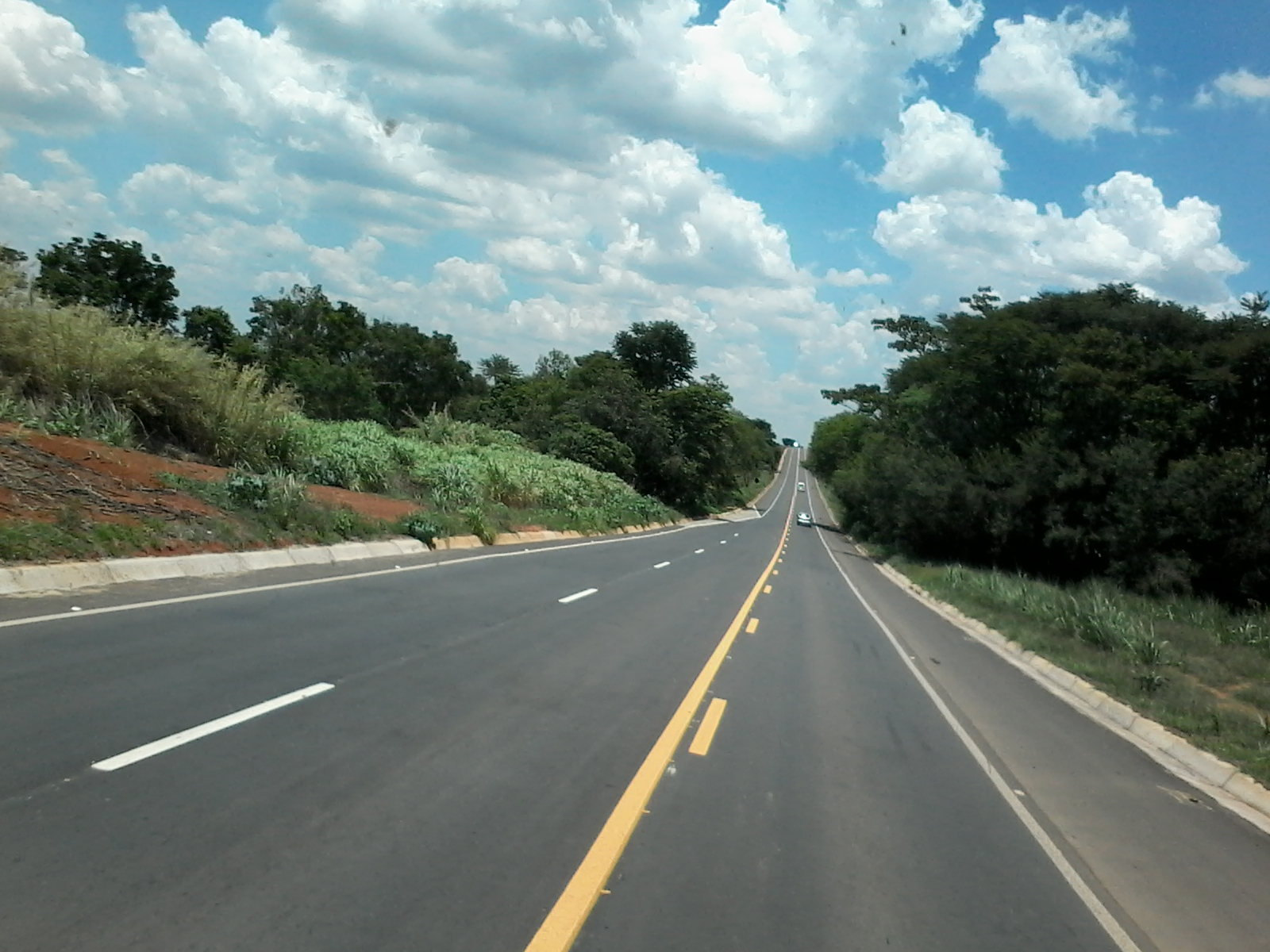
Trecho da SP-306 em Santa Bárbara d'Oeste.

### Extensão
- Km Inicial: 0,000
- Km Final: 47,520

### Localidades atendidas
- Capivari
- Santo Antônio do Sapezeiro
- Santa Bárbara d'Oeste
- Limeira
- Iracemápolis